# Colonialismo austríaco

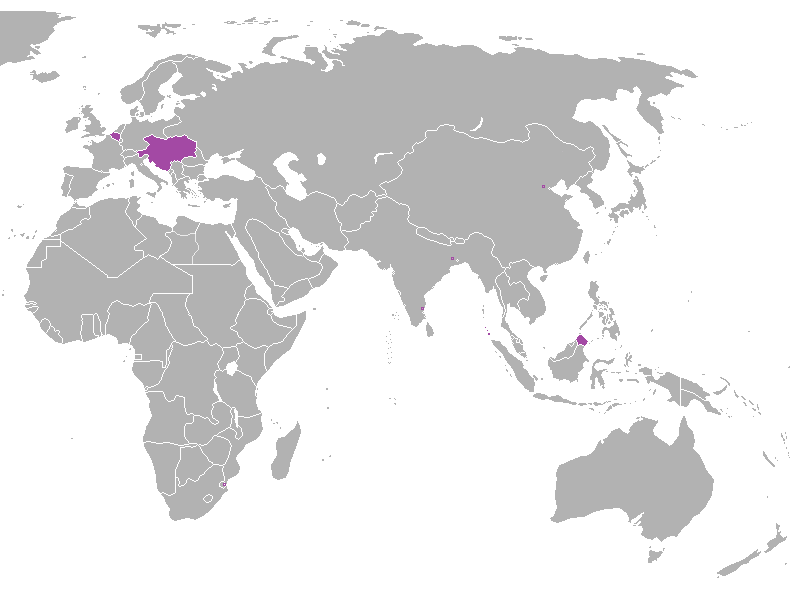
Colonias y concesiones austríacas (Habsburgo) a lo largo de la historia.

Desde el siglo XVII hasta el XIX, la Monarquía de los Habsburgo, el Imperio austríaco y el Imperio austrohúngaro intentaron beneficiarse del comercio colonial mediante la adquisición de colonias y rutas comerciales. Todos los intentos se terminaron debido a la presión de otras potencias coloniales o la falta de interés y apoyo de un gobierno demasiado enfatizado en su política continental.
Técnicamente, sin embargo, los austriacos tenían el imperio colonial más grande en el momento en que el emperador Carlos V era la corona tanto del Imperio español como del Sacro Imperio. Austria, siendo uno de los estados del Sacro Imperio, recibió fondos del botín de la colonización española de las Américas.

## Compañía de Ostende
La Compañía de Ostende era una empresa comercial privada de mercaderes austríacos formada en 1715 en los entonces Países Bajos Españoles, y con apoyo imperial en 1722, para comerciar con las Indias Orientales. Su estatuto fue oficiado por el emperador Carlos VI, quien proporcionó a la compañía 6 millones de florines, y como un monopolio público-privado con 6000 acciones, estableció 1000 florines para cada una. Debido a la velocidad de los barcos comerciales de Ostender, la Compañía, en un par de años, se convirtió en una de las empresas comerciales más grandes en el Oriente y Cantón. Para 1720, la Compañía de Ostende había estado transportando 7 millones de libras de té, que era aproximadamente el 41,78 % del té comercializado desde el Puerto de Cantón.
La empresa privada Ostende estaba formada por dos cuñados, Paulo Cloots y Jacomo de Pret, que formaron un consorcio con dos casas de comerciantes holandeses de De Bruyn y Geelhand; Cloots y De Pret también invitaron a las dos casas de Hambly y Trehee en Londres, y al panadero francés Antoine Crozat a invertir en la compañía. Después de siete años de empresas rentables y muchos enfrentamientos entre otros comerciantes en Amberes y Gante, Carlos VI aceptó su petición de carta oficial.
En 1715, la Compañía de Ostende adquirió cartas comerciales en los puertos de Moca, Surat y Cantón. En 1723, la Ostende obtuvo lucrativos puertos comerciales en Banquibazar y Cabelon. Las misiones comerciales a Moca tuvieron éxito inicialmente, pero debido al naufragio del Mochaman, un barco comercial que se dirigía al mar Rojo en 1720, y la captura de un barco con destino a los hogares por parte de piratas berberiscos en 1723, Moca se convirtió finalmente en una gran pérdida. Los puertos de Surat y Cantón, sin embargo, continuaron siendo bastante rentables.
La compañía se había convertido en una amenaza tal para los intereses británicos, neerlandeses, portugueses y franceses, que cuando el emperador Carlos VI promulgó el edicto de la Pragmática Sanción de 1713, se le negó el reconocimiento internacional debido al éxito de la Ostende en las Indias Orientales. Estas presiones políticas internacionales terminaron su crecimiento extraordinario, y en 1727 se suspendió su carta, lo que llevó a la disolución de la compañía en 1732.

## Sudeste de África
En 1776, un expulsado oficial británico de comercio, el coronel William Bolts, se acercó a la Corte Imperial de Austria con una solicitud para fundar una empresa comercial para explorar posibles rutas en África, India y China. La emperatriz María Teresa se sintió intrigada y decidió formar la Compañía Asiática Austriaca de Trieste, con Bolts a la cabeza de la compañía. El coronel Bolts había estado previamente al servicio de la Compañía Británica de las Indias Orientales y ya era competente en los esfuerzos de comercio y colonización. Bolts también había escuchado que el área era un posible sitio para la extracción de oro.
Navegando desde Flandes en 1778, Bolts y su compañía de súbditos austríaco-italianos, atracaron en la bahía de Delagoa (hoy Maputo) sobre la costa del sudeste de África. Bolts luego hizo tratados con los jefes locales de Mabudu, que habitaban el puerto y adquirieron de un cacique el puerto del área antes abandonado por la Compañía Neerlandesa de las Indias Orientales. Se construyó un puesto comercial (fábrica) y la colonia comenzó a prosperar rápidamente bajo el dominio austriaco. Bolts zarpó poco después para promover los intereses de Austria en la India. Después de dos años, la colonia, que estaba compuesta por 155 hombres y varias mujeres, comerciaba con marfil y las ganancias alcanzaban hasta 75,000 libras por año.
La presencia austriaca en la bahía de Delagoa causó un cambio dramático en el precio del marfil. Esto se debió a la producción austriaca, que superó la de los portugueses en la isla de Mozambique. Desafortunadamente para los austriacos, el puerto contrajo malaria en 1781, y los portugueses afirmaron con éxito su dominio del área; los portugueses luego procedieron a expulsar al resto de los colonos austriacos.
En 1783 el aventurero Móric Benyovszky presentó ante la corte imperial la sugerencia de conquistar Madagascar bajo la bandera austriaca. Sin embargo, los Habsburgo no le concedieron ningún apoyo financiero o militar.

## Costa de Coromandel e islas Andamán y Nicobar
La colonización de la costa de Coromandel, en el sudeste de la India, y las islas Andamán y Nicobar fue una tentativa efímera y fallida de colonización sobre estos territorios del océano Índico. La colonia fue establecida en 1778. Aunque antes fuesen una colonia danesa, en la que se había suspendido su poblamiento pero no su reivindicación, Austria las ocupó. Sin embargo, los últimos colonos se marcharon hacia 1785 debido a la falta de apoyo por parte del gobierno.
Después de la misión de Bolts en la bahía de Delagoa, dirigió una aventura a las islas Nicobar. Esta misión fue parte de sus empresas coloniales en la India; y en 1778, Gottfried Stahl y su tripulación llegaron en el barco Joseph und Theresia. Stahl saludó personalmente a los nativos e hizo un contrato con los nicobareses, donde las veinticuatro islas debían ser firmadas por los austriacos. El esfuerzo de colonización tuvo éxito hasta que Stahl, a quien Bolts había designado como jefe de la colonia, murió en 1783. Los colonos perdieron valor en sus intentos de asentamiento y las islas fueron abandonadas en 1785.
Setenta y tres años más tarde, en 1858, el SMS Novara, entonces en su circunnavegación del mundo, decidió navegar hacia Nicobar. El SMS Novara atracó en Car Nicobar, la isla más al norte, y su propósito era promover la exploración científica e incluía la búsqueda de posibles colonias penales. El líder del grupo, Karl von Scherzer, promovió la recolonización. Los científicos y arqueólogos austriacos luego exploraron las islas de Nancowry y Camorta y recolectaron más de 400 artefactos nativos de las islas. El gobierno austriaco decidió no seguir las recomendaciones de Von Scherzer y cerró todas las potenciales oportunidades de establecer una colonia.
En 1886, los austriacos se interesaron en otro posible intento de colonización. Cuando la tripulación llegó a la isla de Nancowry con la corbeta SMS Aurora, se sorprendieron al encontrar que toda la cadena de islas Nicobar había sido colonizada por los británicos varios años antes. En 1868, los británicos compraron las reclamaciones a las islas Nicobar de los daneses y las establecieron como una colonia penal durante varios años. Esto acabó con todas las posibilidades de colonizar el área.

## Exploración de la tierra de Francisco José

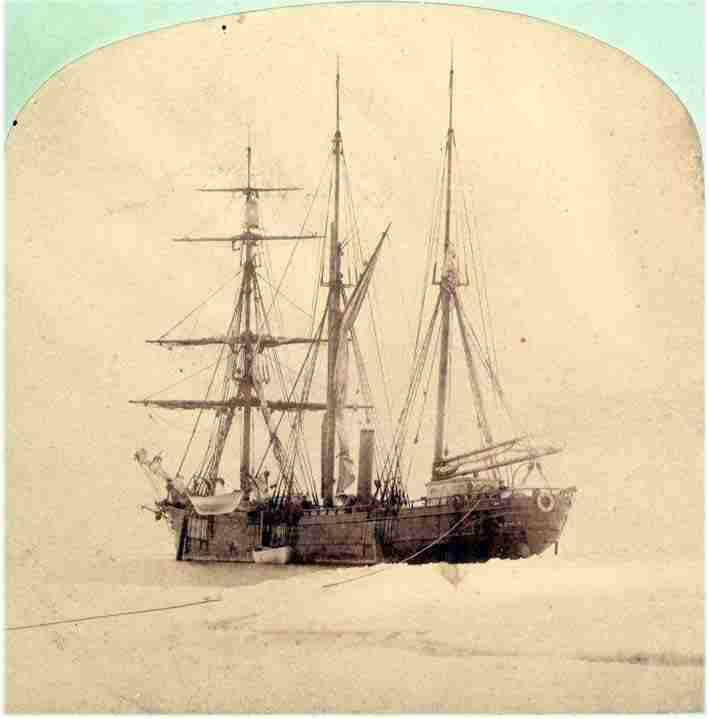
Una fotografía del Tegetthoff atrapado en el hielo.

En 1873, una expedición austriaca, según su líder Julius von Payer, fue enviada al Polo Norte encargado de encontrar el Pasaje del Nordeste. La expedición realmente terminó cerca al archipiélago de Nueva Zembla, el punto más oriental de Europa. Karl Weyprecht, el líder secundario de la expedición, afirmó que el segundo destino previsto después de que el Paso Noreste fuera el Polo Norte.
El costo del viaje se estima en alrededor de 175,000 florines. El proyecto fue promovido y apoyado financieramente por varios nobles austriacos, entre los que se encontraban el conde Johann Nepomuk Wilczek y el conde Ödön Zichy. La nave principal fue nombrada por el almirante Wilhelm von Tegetthoff. El Tegetthoff pesaba 220 toneladas, medía 125.78 pies de largo (38.34 m.), y tenía un motor de vapor de 100 caballos de fuerza (75 kW).
El Tegetthoff zarpó de Tromsø, Noruega, en julio de 1872. Poco después de llegar al círculo polar ártico, el Tegetthoff se encerró en un témpano de hielo y se desvió por el resto de su viaje. Mientras vagaban por el hielo, los exploradores descubrieron un archipiélago y decidieron nombrarlo por el entonces emperador austriaco Francisco José. Más tarde, la tripulación pudo atracar y realizó varias expediciones en trineo en la cadena de islas.
Dos años más tarde, en mayo de 1874, el capitán Weyprecht decidió abandonar el Tegetthoff, que estaba encerrado por el hielo, y creyó que la tripulación podría regresar a tierra firme en trineos y botes. El 14 de agosto, la expedición llegó al mar abierto. La expedición llegó luego a Nueva Zembla, donde un barco pesquero ruso los rescató. La tripulación fue dejada en Vardø, Noruega, y pudieron llegar a Austria-Hungría en tren desde Hamburgo.
Si bien la Tierra de Francisco José nunca fue una colonia formal, ningún otro país propuso una reclamación sobre el archipiélago hasta que la Unión Soviética anexara las islas en 1926.

## Conferencia de Berlín

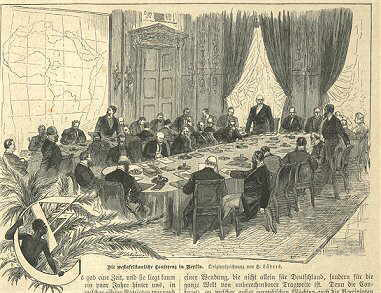
La Conferencia de Berlín en 1884.

La Conferencia de Berlín se llevó a cabo para regular la política colonial entre los poderes de Europa principalmente en el continente africano, en particular con respecto al territorio del Congo y África Occidental. El Imperio austrohúngaro solo fue invitado a la conferencia debido a su condición de Gran Potencia. Si bien Austria no solicitó colonias permanentes ni tratados o puertos, adquirió algunos beneficios indirectos. Emerich Széchényi von Sárvári Felsö-Vidék, como uno de los miembros principales de la conferencia, pudo obtener el privilegio de derechos de atraque gratuito en todos los puertos africanos europeos, excepto la Sudáfrica británica, la Somalia italiana y el Madagascar francés. Austria-Hungría también pudo firmar acuerdos comerciales consistentes en bienes coloniales de África, con varias de las otras potencias presentes.

## Tianjin

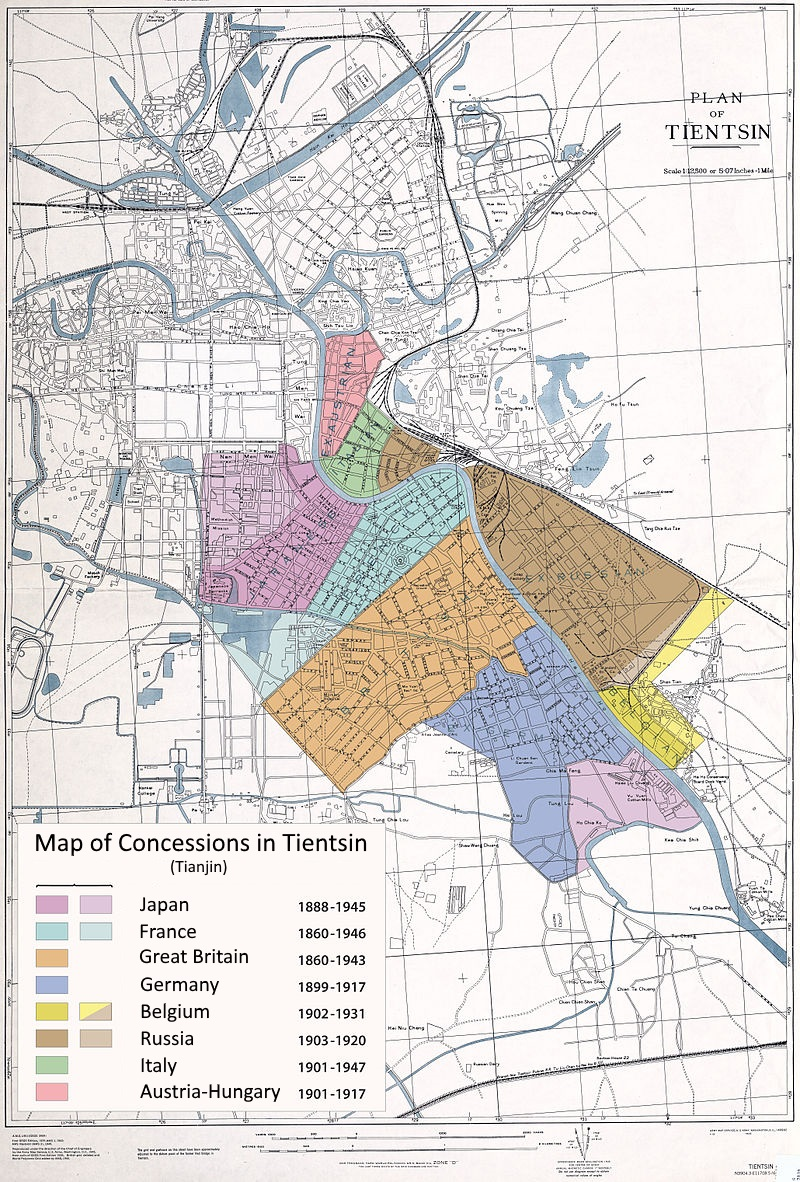
Concesiones en Tianjin.

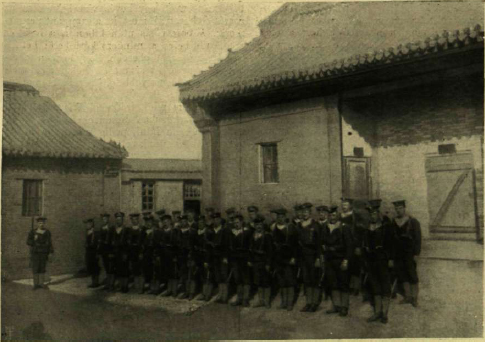
Tropa de marina Austrohúngara en Tianjin.

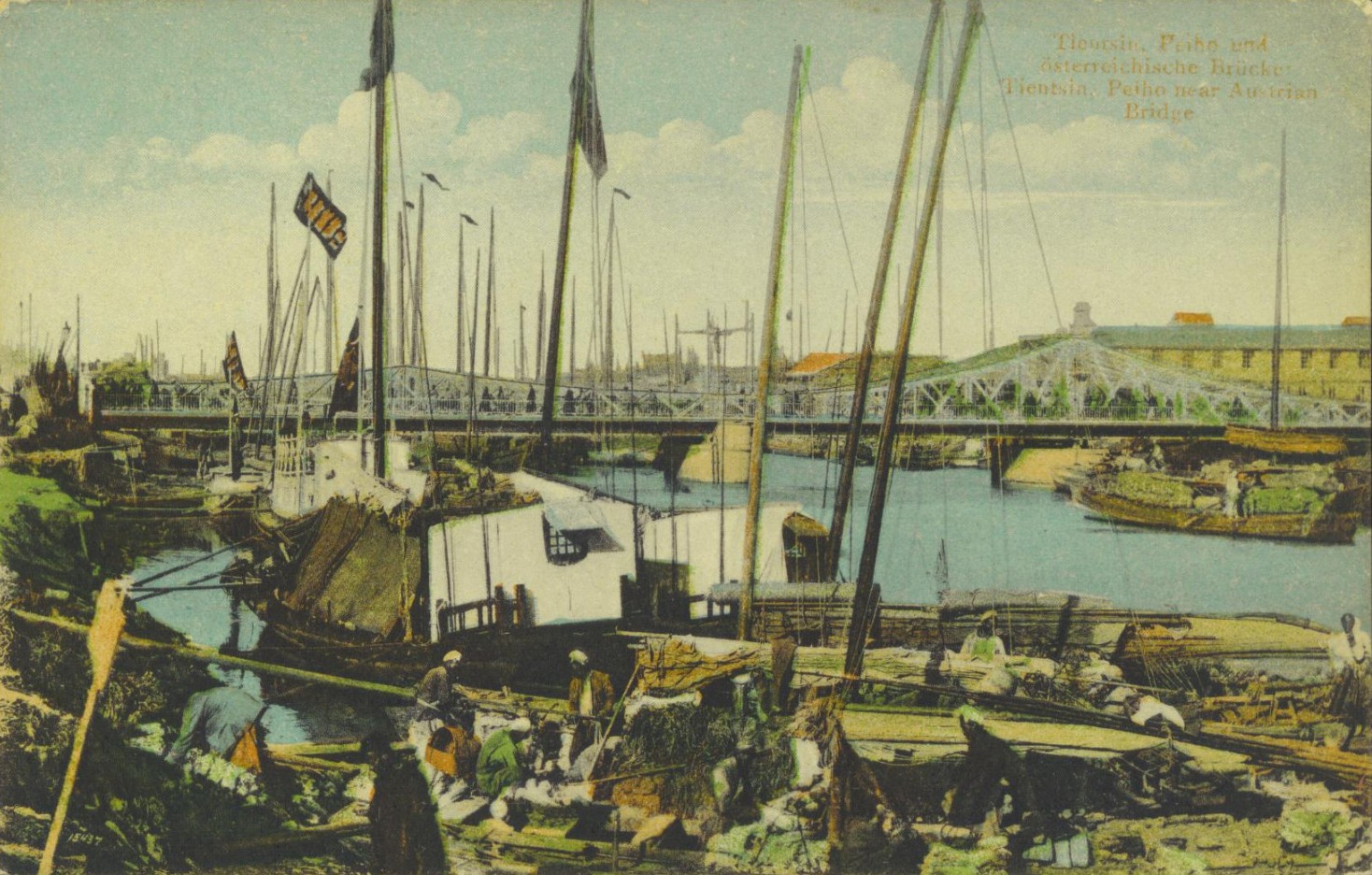
Vista del río Peiho y el puente de la concesión Austro-Húngara. Tarjeta postal emitida en 1910.

Durante el Levantamiento de los bóxers en el período 1899-1901, el Imperio austrohúngaro participó en la Alianza de las ocho naciones y ayudó en la supresión de la rebelión. Sin embargo, Austria envió la fuerza más pequeña que cualquiera de la de las naciones combatientes. Solo se enviaron un buque de guerra y una fuerza de 296 infantes de marina.
Aun así, el 27 de diciembre de 1902, Austria obtuvo una zona de concesión en Tianjin como parte de la recompensa por su contribución a la Alianza. La zona de concesión austriaca tenía 150 acres (0.61 km²) de área, que era un poco más grande que la italiana, pero más pequeña que la zona belga. La concesión autónoma tenía su propia prisión, escuela, cuartel y hospital. Este protectorado también contenía el consulado austrohúngaro y sus ciudadanos estaban bajo las leyes austriacas, no chinas; si cometiesen un crimen estos sobre territorio chino, podrían ser juzgados por un tribunal austríaco.
Aunque fue provista de una pequeña guarnición, Austria se demostró incapaz, debido a la Primera Guerra Mundial, de mantener el control de su concesión. La zona de concesión rápidamente fue ocupada por China cuando esta le declaró la guerra a los Imperios Centrales, y el 14 de agosto de 1917 el arriendo fue finalizado (con el de la concesión más grande alemana en la misma ciudad).
Austria finalmente abandonó toda la reclamación de ello el 10 de septiembre de 1919. Hungría hizo un reconocimiento similar en 1920. Sin embargo, a pesar de su vida relativamente corta (solo 16 años en total), los austríacos dejaron su marca sobre aquella área de la ciudad, como puede verse por la riqueza de la arquitectura austríaca que está de pie en la ciudad hasta este día.
Lista de cónsules
- Carl Bernauer: 1901-1908
- Erwin Ritter von Zach: 1908
- Miloslav Kobr: 1908-1912
- Hugo Schumpeter: 1913-1917

## Otras actividades

### Borneo Septentrional
En 1877 un comerciante basado en Hong Kong vendió sus derechos del norte de Borneo al cónsul del Imperio austrohúngaro afincado en esa ciudad, el barón Gustav von Overbeck. En 1878 Gustav von Overbeck compró tierras de los sultanatos de Brunéi y Sulu; y adquirió tierras adicionales de la Compañía Americana de Comercio de Borneo, para formar lo que entonces se conocía como protectorado de Borneo Septentrional. Un amigo de Overbeck, William Clarke Cowie, tuvo influencia con el Sultanato de Sulu, lo que le permitió el 22 de enero de 1878 comprar aún más tierras para agregar al protectorado del norte de Borneo.
Después de estas compras, Overbeck viajó a Europa, donde luego intentó vender el recién creado Borneo Septentrional promocionándolo como una colonia penal. Se acercó al Imperio austrohúngaro, el Reino Unido, el Imperio alemán e Italia. Debido a la falta general de interés, Overbeck más tarde vendió estas tierras a Alfred Dent, un comerciante colonial británico que luego formó la Compañía Británica de Borneo Septentrional en 1880. Un año después, el Reino Unido reavivó el interés en el territorio y luego compró el norte de Borneo a Dent en 1881.
Borneo Septentrional podría técnicamente considerarse una colonia austriaca por una razón. El barón von Overbeck, aunque alemán, era el cónsul austrohúngaro en Hong Kong, por lo que el control de Borneo bajo un ciudadano austriaco lo definiría como una posesión de Austria-Hungría.

### Río de Oro
Tras la pérdida de valiosos territorios españoles en la guerra hispanoamericana, la diplomacia española negoció la venta de Río de Oro (actual Sáhara occidental), con su puerto en Villa Cisneros, a la Sociedad Colonial Austro-Húngara. El emperador Francisco José apoyó abiertamente el acuerdo, promovido por Ernst Weisl, presidente de la Sociedad Colonial Austro-Húngara y Agenor Goluchowsi, Ministro de Asuntos Exteriores de Austria. Este movimiento colonial realizado por los austriacos fue principalmente para justificar las aspiraciones navales de varios de sus ministros. El parlamento húngaro se había opuesto durante algún tiempo a la expansión naval, y los austriacos habían estado presionando lentamente a los húngaros para que aumentaran los gastos navales en el presupuesto nacional. Por lo tanto, en vísperas de la formalización del acuerdo, la Casa de los Magnates de Hungría bloqueó la compra colonial. Con el veto húngaro de esta compra, esto terminó con una posible expansión colonial e ideas de una dramática expansión naval del Imperio austrohúngaro.